# Ottavio Zoppi
Ottavio Zoppi (Novara, 16 gennaio 1870 – Milano, 17 marzo 1962) è stato un generale e politico italiano, pluridecorato nella prima guerra mondiale e Senatore del Regno.

## Biografia

### Carriera militare
Figlio del Senatore del Regno Vittorio Zoppi, di antica famiglia piemontese, Ottavio Zoppi fu avviato alla carriera militare ed entrò come allievo ufficiale alla scuola militare di Milano nel 1886. Sposatosi con Ida Poggi, suo figlio Vittorio, nel secondo dopoguerra, ricoprirà le più alte cariche della carriera diplomatica.
Nel 1911-12, Ottavio Zoppi prese parte alla Guerra italo-turca e si distinse nella conquista di Rodi. Allo scoppio della prima guerra mondiale fu comandante di battaglione fra le Dolomiti Cadorine. Comandò il 23º Reggimento di fanteria della Brigata Como (2ª divisione) dal 19/1/1916 all'8/6/1917, diventando colonnello per merito di guerra dal 1º aprile 1916.
Rivestito delle funzioni di Maggior Generale (= Generale di brigata), il 9 giugno 1917 gli fu affidato il comando della Brigata Salerno, e partecipò alla durissima offensiva sull'Hermada, ottenendo la nomina a Maggior Generale per merito di guerra.
Nel marzo 1918 gli fu affidato il comando della costituenda 1ª Divisione d'Assalto, composta da nove reparti di Arditi, in seguito inserita nel nuovo Corpo d'Armata d'Assalto assieme alla 2ª Divisione d'Assalto. La nuova divisione entrò in azione una prima volta sul Piave nella decisiva Battaglia del solstizio. 
Pochi mesi dopo, all'avvio della battaglia di Vittorio Veneto, Zoppi comandò l'attraversamento del Piave e l'attacco con pochi battaglioni nella Piana della Sernaglia, quando ancora il resto della sua Divisione era costretto sulla riva destra del Piave, bloccato dalla piena del fiume e dalla distruzione dei ponti, e fu tra gli artefici dello sfondamento delle truppe austriache.
Dal marzo al giugno 1919 Zoppi con la sua divisione d'assalto furono inviati in Tripolitania. Al loro ritorno, molti dei suoi ufficiali parteciperanno all'impresa di Fiume tra i legionari di Gabriele D'Annunzio, nonostante il suo divieto..
Nel 1920 Zoppi assunse il Comando della Divisione Militare di Verona. 
1 febbraio 1926: gli giunse la nomina a Generale Ispettore delle Truppe Alpine (carica mantenuta fino al 23 febbraio 1930). 
24 febbraio 1930: Zoppi giunse a Bologna per assumere il Comando del VI Corpo d'Armata, per l'appunto ubicato in Bologna, data la ricevuta carica di Generale di Corpo d'Armata (carica mantenuta fino all'ottobre 1933). 
Ottobre 1933: Zoppi lasciò Bologna, in quanto nominato Membro del Consiglio dell'Esercito ed Ispettore per l'Arma di Fanteria, ruolo nel quale, fra i vari meriti riconosciuti, si faceva promotore e poneva le basi per lo sviluppo della "fanteria carrista". 
Maggio 1935: Zoppi venne promosso Generale Comandante Designato d'Armata (grado di comando previsto in caso di guerra). 

### Carriera politica
Zoppi fu nominato Senatore del Regno il 30 ottobre 1933; dal 17 aprile 1939 al 5 agosto 1943 fu membro della Commissione delle Forze armate e della Commissione per il giudizio dell'Alta Corte di Giustizia.
Il 7 agosto 1944 fu deferito all'Alta Corte di Giustizia per le sanzioni contro il Fascismo insieme agli altri senatori del Regno ritenuti corresponsabili del fascismo; il 5 dicembre successivo la richiesta di decadenza dalla nomina a senatore fu respinta. Cessò dalla carica con l'avvento della Repubblica, e si ritirò dalla politica. Il 20 marzo 1962 la sua figura fu commemorata nel senato con le seguenti parole conclusive: " Egli rappresenta una delle figure più belle della storia della nostra Patria ed ha pertanto motivo e diritto al sentimento profondo della nostra riconoscenza."
È stato Presidente dell'Unione Nazionale Ufficiali in Congedo d'Italia e Presidente della Federazione nazionale degli arditi.

### Omonimie
Ottavio Zoppi non deve essere confuso con il generale Gaetano Zoppi, con cui non aveva nessuna parentela e che comandò la divisione a cui apparteneva la brigata Salerno. Egli, però, ebbe un fratello Enrico (1871-1955), anche lui generale nel regio esercito, ma nell'artiglieria. Enrico ricevette due medaglie d'argento al valor militare e tre croci al merito di guerra.

## Scritti
- Ottavio Zoppi, I Celeri, con prefazione di S. E. il Generale De Bono, Zanichelli Editore, Bologna, 1933 (saggio sulle truppe alpine).
- Emilio Canevari, La lotta delle fanterie, con prefazione di S. E. Generale Conte Ottavio Zoppi, Società Editoriale "Cremona Nuova", Cremona, 1935.
- Ottavio Zoppi, Due volte con gli Arditi sul Piave, Zanichelli Editore, Bologna, 1938.
- C. Giulio Cesare. La Guerra Gallica, tradotta e commentata da Francesco Arnaldi con note militari del generale Ottavio Zoppi, Edizioni Roma, 1939.
- Ottavio Zoppi, Le operazioni militari in Polonia e in Occidente (il primo mese di guerra), Edizioni Istituto per gli Studi di Politica Internazionale, Milano, 1940.